# کمیته ملی المپیک امارات متحده عربی
کمیته ملی امارات متحده عربی (انگلیسی: United Arab Emirates National Olympic Committee) یک سازمان ورزشی است که نماینده کشور امارات متحده عربی در کمیته بین‌المللی المپیک می‌باشد.
این سازمان که در سال ۱۹۷۹ تأسیس شده مسئول آماده‌سازی و اعزام ورزشکاران به بازی‌های المپیک، بازی‌های المپیک جوانان و بازی‌های آسیایی است.